# Liza Minnelli
Liza May Minnelli, född 12 mars 1946 i Los Angeles, Kalifornien, är en amerikansk skådespelare och sångare. Hon är troligen mest känd för rollen som Sally Bowles i filmmusikalen Cabaret, ett antal sånger ur den filmen såsom "Money, money" och ledmotivet till filmen New York, New York (som senare spelats in även av Frank Sinatra). Hon är dotter till sångaren och skådespelaren Judy Garland och dennas andre man, filmregissören Vincente Minnelli. Minnelli är den enda Oscarspristagare vars båda föräldrar även de var Oscarspristagare.

## Biografi

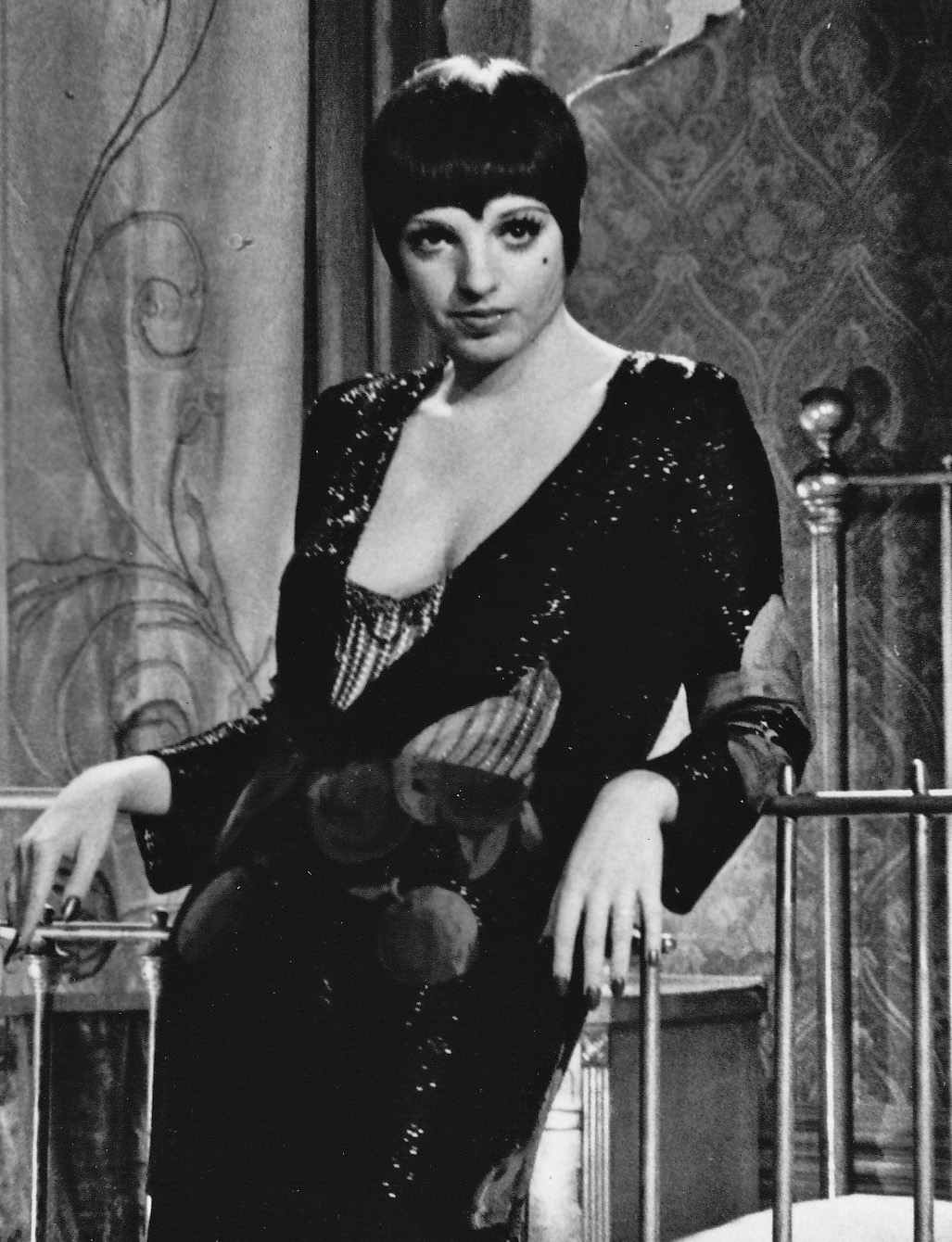
Liza Minnelli som Sally Bowles i Cabaret (1972).

Första gången Minnelli syntes på film var hon tre år, i musikalfilmen Butik med musik (In the Good Old Summertime).  Hon började framträda på scenen vid 16 års ålder, 1963, i en uppsättning av musikalen Best Foot Forward och fick goda recensioner. Nästa år inbjöd hennes mor henne att framträda tillsammans med henne på London Palladium, en av teatrarna i teaterdistriktet West End. Minnelli gjorde succé och hennes karriär hade tagit fart. 19 år gammal sökte hon sig tillbaka till teatrarna, och 1965 vann hon en Tony för sin roll i  John Kander och Fred Ebbs Flora the Red Menace. Hon fick ytterligare två Tony Awards, varav en var ett specialpris.
Minnelli är den enda Oscarspristagare som har två föräldrar som också fått detta pris. Sin första Oscarsnominering fick hon för filmen Pookie - uppkäftig men ful (The Sterile Cuckoo), 1969, och 1972 fick hon en Oscar för huvudrollen som Sally Bowles i Cabaret, tillsammans med Joel Grey som fick pris för rollen som conferencieren. Hon har även fått en Emmy Award, för TV-versionen av showen Liza with a Z, 1972. 
Minnelli är med och körar på My Chemical Romances album The Black Parade i låten "Mama".
Minnelli har varit gift flera gånger: 1967–1972 med den australienfödde sångaren Peter Allen, 1974–1979 med Jack Haley Jr, son till den Jack Haley som Judy Garland spelade mot i Trollkarlen från Oz, 1979–1992 med Mark Gero, skulptör och regiassistent och 2002–2007 med David Gest, underhållare och konsertpromotor. Minnelli har periodvis överkonsumerat läkemedel och alkohol; hon har flera gånger varit inlagd på Betty Ford-kliniken. 
1989 fick hon en comeback på musikscenen då Liza samarbetade med Pet Shop Boys på albumet "Results", ett mer nutida synthpop-influerat album. Albumet tog sig in på topp 10 i England (#6 som bäst) och även topp 20 i Sverige. Den mest kända singeln från albumet torde vara Losing My Mind-. Senare samma år framförde hon Losing My Mind live på den amerikanska grammisgalan precis innan hon fick ta emot en "Grammy Legend Award" 
Under hösten 2007 gjorde hon fyra konserter i Sverige. Hon var huvudstjärnan på A Classic Christmas Night producerat av numera avsomnade Svensk Nöjesutveckling. Under en konsert den 12 december 2007 i Göteborg förlorade Minnelli medvetandet och fick ledas av scen, troligtvis på grund av intag av alkohol blandat med smärtstillande tabletter. Hon sa även på scen att Carola Häggkvist är den bästa sångerskan på jorden.
År 2010 syntes hon, som sig själv, i filmen Sex and the City 2, där hon vigde två män och efter det framförde hon en cover av Beyoncés låt "Single Ladies".

## Filmografi (urval)
- 1949 – Butik med musik
- 1969 – Pookie, uppkäftig men ful
- 1972 – Cabaret
- 1975 – Oh, vilket sjöslag!
- 1976 – Det våras för stumfilmen
- 1976 – Nina
- 1977 – New York, New York
- 1981 – En brud för mycket
- 1987 – Jagad
- 1988 – Arthur - skakad, inte rörd
- 2003–2005, 2013 – Arrested Development (TV-serie, 21 avsnitt)
- 2006 – The Oh in Ohio